# 18 de Julio
18 de Julio – miasto w Urugwaju, w departamencie Rocha.